# Alenka Goljevšček Kermauner
Alenka Goljevšček-Kermauner, slovenska pisateljica, raziskovalka slovenskega ljudskega slovstva, esejistka, dramatičarka, * 7. september 1933, Ljubljana, † 17. januar 2017.

## Življenjepis
Rodila se je očetu, profesorju hidrotehnike na Fakulteti za gradbeništvo v Ljubljani, Milovanu Goljevščku in materi Ljudmili Počkaj. Odraščala je v Rožni dolini v Ljubljani. Študirala je na ljubljanski Filozofski fakulteti in diplomirala na temo Spinozova etika. 1955 se je poročila s Tarasom Kermaunerjem in naslednje leto se jima je rodila hči Aksinja.
Mož je za leto dni odšel na študij sociologije v Pariz, Alenka pa se je zaposlila kot profesorica na Klasični gimnaziji v Ljubljani, kjer je poučevala filozofijo in psihologijo. V letih 1958-60 je bila zaradi suma sovražne propagande zoper Jugoslavijo proti možu Tarasu sprožena preiskava. Tudi na Alenko so se začeli izvajati pritiski.
1960 se jima je rodila hči Ajda, 1966 pa sin Aleš.
Ko so otroci odrasli, se je bolj posvetila pisateljevanju in znanstvenemu raziskovanju. 1978 je magistrirala na temo Odnos med mitosom in logosom, posebej pri Platonu, 1981 pa doktorirala (Mit in slovenska ljudska pesem). Tega leta sta se tudi z možem preselila v Avber na Krasu.

## Delo
Pisala je gledališke kritike ter recenzije umetniških razstav, plesnih prireditev, filmov in knjig. Objavljala je v  Naših razgledih, študentskem tedniku Tribuna, reviji Beseda in v kulturnem časopisu Novi svet.
1974 je objavila zbirko pravljic za otroke Čudozgode, ki je doživela velik uspeh. 
Napisala je vrsto radijskih, televizijskih in lutkovnih iger. Nekaj jih je izšlo v knjigah Čudežni kamen in Gornastenisedimuha. V igrah za mlade opisuje temačen, skrivnosten svet barv in podob, ki vdirajo v naše sanje.
Njen največji uspeh je bila družbenokritična komedija Pod Prešernovo glavo (1985), ki je bila kar 150-krat zaporedno razprodana. Uspešno sta jo uprizorila tudi Jazavac v Zagrebu z naslovom Pod Krležinom glavom v sezoni 1985/86 in Atelje 212 z naslovom Pod Prešernovom bistom v Beogradu v sezoni 1987/88.
Sledila sta drugi del triologije družbenokritičnih dram Zelena je moja dolina, ki je bil uprizorjen v Kranju in Varaždinu, in tretji del, drama Otrok, družina, družba, ki je bila 1987 uprizorjena v Mestnem gledališču ljubljanskem.
Sodelovala je v projektu Slovenska izseljenska književnost, ki ga je na Inštitutu za slovensko izseljenstvo vodila literarna zgodovinarka Janja Žitnik Serafin. Projekt je trajal od 1. julija 1993 do 31. decembra 1996. Tri obsežne monografije so prvi sistematičen in ideološko neobremenjen pregled slovenske literature v tujejezičnih okoljih.
Napisala je še dve literarni deli, in sicer zgodbe za otroke Po štirih, po dveh (1966) in po naročilu mesta Kranj ob dvestoletnici Prešernovega rojstva komedijo Srečna draga vas domača (1999). Ta igra je bila napisana za kranjsko gledališče, vendar ni bila uprizorjena niti tam niti v Mestnem gledališču ljubljanskem.
Kot znanstvena raziskovalka se je ukvarjala z mitologijo in z analizo slovenskega ljudskega izročila.
V zadnjem obdobju se je z možem lotila projekta Rekonstrukcija in reinterpretacija slovenske dramatike, v katerem sta analizirala svet in človeka skozi slovensko dramatiko.
Njeno prvo dramo za odrasle Srečanje na Osojah so uprizorili v Slovenskem ljudskem gledališču Celje leta 1981.

## Predstavitev nekaterih njenih del

### Čudežni kamen
Knjiga vsebuje štiri igre za otroke: Čudežni Kamen, Kralj Matjaž, kako  se imaš?, Če zmaj požre mamo in Hiša. Vse štiri igre so vzgojne in od posameznika zahtevajo premislek o sebi in o svojih ravnanjih ter odločitev, da si bo prizadeval biti dober človek, ki bi bil sposoben soočiti se s težavami v vsakdanjem življenju in biti dovolj vztrajen pri iskanju svojega »čudežnega kamna«.

### Čudozgode
Zbirka sodobnih pravljic je doživela velik uspeh. Izdana je bila v tisoč izvodih in bila zelo hitro razprodana. Vsebuje tri pravljične pripovedi: Pravljični gozd, Ptič Samoživ in Zli duhovi. V zgodbah ni jasne meje med resničnostjo in domišljijo; svet ni strogo deljen na svet realnosti in svet sanj. Pravljica je resničnost, v kateri je vse mogoče, in ne izmišljeni svet, kot smo navajeni. Junaki nenehno brez težav prestopajo mejo med resničnim in domišljijskim. Vse tri zgodbe je avtorica napisala v neobičajnem jeziku - prva je v književnost uvedla sleng za otroke.
Podprl je lopato z druge strani, midva pa sva ga brezglavo gledala, ne da bi kaj pokapirala. »K sta že tle,«je rekel mož, »pa mi prnesta mal vode iz cisterne. Vroče je kt u peč, da b člouk gagnu.«

### Med bogovi in demoni
Je delo, ki povezuje etnologijo in filozofijo. Zanj je avtorica leta 1988 dobila Levstikovo nagrado. Je zbirka esejev, v katerih potegne iz pozabe slovenske mitološke like. Njen večji del je po delih leto dni izhajal v reviji Kurirček. Knjiga je namenjena otrokom in odraslim. Je nekakšen poljudnoznanstven »priročnik« mitoloških bitij iz slovenske zgodovine. Opisuje Hostnika – duha iz gozda, pustne šeme, Pehtro - babo, sojenice – rojenice, vilinska bitja, vile, povodnega moža, kačjo kraljico, kresnike, volkodlake in vampirje, hudiča ...
Delo je opremljeno z ilustracijami Daniela Demšarja.

### New age in krščanstvo
V knjigi avtorica s stališča krščanstva kritično presoja religije in filozofije, ki preplavljajo današnji svet in begajo sodobnega človeka. Knjiga je študija in pregled najnovejših tokov new agea v odnosu do krščanstva, ki ga sodobni svet odklanja. Avtorica opisuje tudi svojo pot do krščanstva, ki je vodila skozi new age. V knjigi lahko dobimo izčrpne informacije o tem, kakšno je krščansko stališče do horoskopa, sekt, astrologije, joge, alternativnih znanosti, magije ipd.

### Dela za mlade

#### Pripovedna proza
- Čudozgode  (1974) (COBISS)
- Po štirih, po dveh  (1996) (COBISS)

#### Drame
- Čudežni kamen  (1979) (COBISS)
- Če zmaj požre mamo  (1981) (COBISS)
- Hiša  (1981) (COBISS)
- Kralj Matjaž, kako se imaš?  (1981) (COBISS)
- Volk in rdeča kapica  (1982) (COBISS)
- Zakaj avto zjutraj noče vžgati  (1982) (COBISS)
- Gornastenisedimuha  (1983) (COBISS)

### Dela za odrasle

#### Drame
- Srečanje na Osojah  (1981)
- Pod Prešernovo glavo  (1984) (COBISS)
- Zelena je moja dolina  (1985)
- Lepa Vida 87  ali  Otrok, družina, družba   (1987)
- Srečna draga vas domača  (1999) (COBISS)

#### Raziskovalno poročilo
- Struktura mita v soočenju s strukturo ljudskega pripovedništva   (1985)  (COBISS)

#### Monografske publikacije
- Mit in slovenska ljudska pesem  (1982) (COBISS)
- Med bogovi in demoni: liki iz slovenske mitologije  (1988) (COBISS)
- Pravljice, kaj ste?  (1991) (COBISS)
- New age in krščanstvo  (1992) (COBISS)
- Dopust  (2004) (COBISS)
- Od A(brama) do Ž(upančiča) : vsebine 765 dram slovenskih avtorjev (944 strani; 2011)

## Nagrade
- 1988 je za knjigo Med bogovi in demoni prejela Levstikovo nagrado.
- Na RTV Slovenija je prejela nagrade za naslednje radijske in televizijske igre: Volk in Rdeča kapica, Zakaj avto zjutraj noče vžgati, Gornastenisedimuha in Dopust.